# Limans
Limans est une commune française, située dans le département des Alpes-de-Haute-Provence en région Provence-Alpes-Côte d'Azur.

## Géographie

### Localisation
Limans est un village du Lubéron qui domine la vallée de la Laye et qui jouxte par l'ouest Forcalquier. Il est situé à vol d'oiseau à 29 km au sud-ouest de Sisteron, 42 km au sud-ouest de Digne-les-Bains, 18 km au nord de Manosque et 55 km à l'est de Carpentras.
Il se trouve dans l'aire d'attraction de Forcalquier et dans son bassin de vie, ainsi que dans la zone d'emploi de Manosque.

### Communes limitrophes
Les communes limitrophes sont  Forcalquier, Mane, Ongles et Revest-des-Brousses.
Les communes limitrophes de Limans sont Forcalquier, Mane, Revest-des-Brousses et Ongles.

### Géologie et relief

Massif des Alpes et localisation des Baronnies.

La superficie de la commune est de 20,97 km2 ; son altitude varie de 452  à   919 mètres.
Le territoire se situe sur des formations calcaires provençales du Jurassique supérieur et du Crétacé inférieur (roches sédimentaires issues d'un ancien océan alpin), entre plusieurs formations géologiques majeures des Alpes :
- la faille de la Durance au sud-est, dans la vallée ;
- les Monts de Vaucluse au sud ;
- la Montagne de Lure au nord.

Le village est situé à 520 m d’altitude.

### Hydrographie
La commune est traversée par deux cours d'eau, le Largue et la Laye (avec une source sulfureuse qui se trouve dans son lit).

### Climat
Pour des articles plus généraux, voir Climat de Provence-Alpes-Côte d'Azur et Climat des Alpes-de-Haute-Provence.
En 2010, le climat de la commune est de type climat méditerranéen altéré, selon une étude du Centre national de la recherche scientifique s'appuyant sur une série de données couvrant la période 1971-2000. En 2020, Météo-France publie une typologie des climats de la France métropolitaine dans laquelle la commune est exposée à un climat de montagne ou de marges de montagne et est dans la région climatique Provence, Languedoc-Roussillon, caractérisée par une pluviométrie faible en été, un très bon ensoleillement (2 600 h/an), un été chaud (21,5 °C), un air très sec en été, sec en toutes saisons, des vents forts (fréquence de 40 à 50 % de vents > 5 m/s) et peu de brouillards.
Pour la période 1971-2000, la température annuelle moyenne est de 12,1 °C, avec une amplitude thermique annuelle de 17,1 °C. Le cumul annuel moyen de précipitations est de 878 mm, avec 6,1 jours de précipitations en janvier et 3,6 jours en juillet. Pour la période 1991-2020, la température moyenne annuelle observée sur la station météorologique de Météo-France la plus proche, « Dauphin », sur la commune de Dauphin à 11 km à vol d'oiseau, est de 12,6 °C et le cumul annuel moyen de précipitations est de 693,2 mm. 
La température maximale relevée sur cette station est de 42,1 °C, atteinte le 28 juin 2019 ; la température minimale est de −16,4 °C, atteinte le 7 février 2012,,.
Les paramètres climatiques de la commune ont été estimés pour le milieu du siècle (2041-2070) selon différents scénarios d'émission de gaz à effet de serre à partir des nouvelles projections climatiques de référence DRIAS-2020. Ils sont consultables sur un site dédié publié par Météo-France en novembre 2022.

### Milieux naturels et biodiversité

#### Flore
La commune compte 1 095 ha de bois et forêts, soit 52 % de sa superficie. Sur la commune, on trouve des genêts de Villars (Genista pulchella subsp. villarsii ou Genista villarsii Clementi), espèce rare.

#### Parc du Luberon

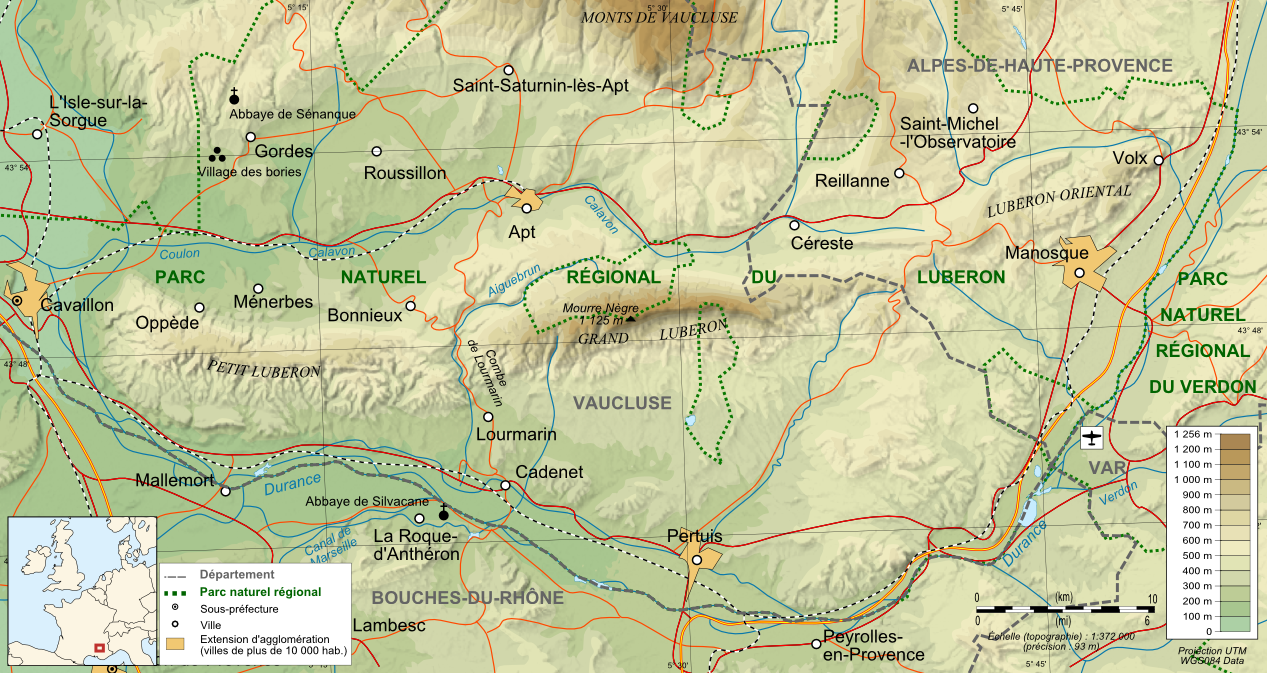
Le territoire du parc naturel régional du Luberon

La commune est un des soixante-dix-sept membres du parc naturel régional du Luberon, parc qui s'étend sur deux départements, le Vaucluse (84) et les Alpes-de-Haute-Provence (04). Il s'étend sur quatre-vingt-cinq communes mais il n'accueille que soixante-dix-sept communes adhérentes en 2009 et 167 676 habitants en 2006. Il a une superficie de 185 145 hectares et s'étend de Cavaillon à l'ouest jusqu'à la limite du parc naturel régional du Verdon à l'est, la Durance faisant office de frontière entre les deux. Au nord, le Luberon est bordé par les vallées du Coulon-Calavon et du Largue, où l'on distingue le bassin d'Apt, à l'ouest, de celui de Manosque-Forcalquier, à l'est. Toujours vers le nord, les monts de Vaucluse servent de contreforts aux massifs du Ventoux et de Lure.
Vers le sud, le Luberon domine le bassin de la Durance et le pays d'Aigues.

## Urbanisme

### Typologie
Au 1er janvier 2024, Limans est catégorisée commune rurale à habitat dispersé, selon la nouvelle grille communale de densité à 7 niveaux définie par l'Insee en 2022.
Elle est située hors unité urbaine. Par ailleurs la commune fait partie de l'aire d'attraction de Forcalquier, dont elle est une commune de la couronne,. Cette aire, qui regroupe 7 communes, est catégorisée dans les aires de moins de 50 000 habitants,.

### Occupation des sols

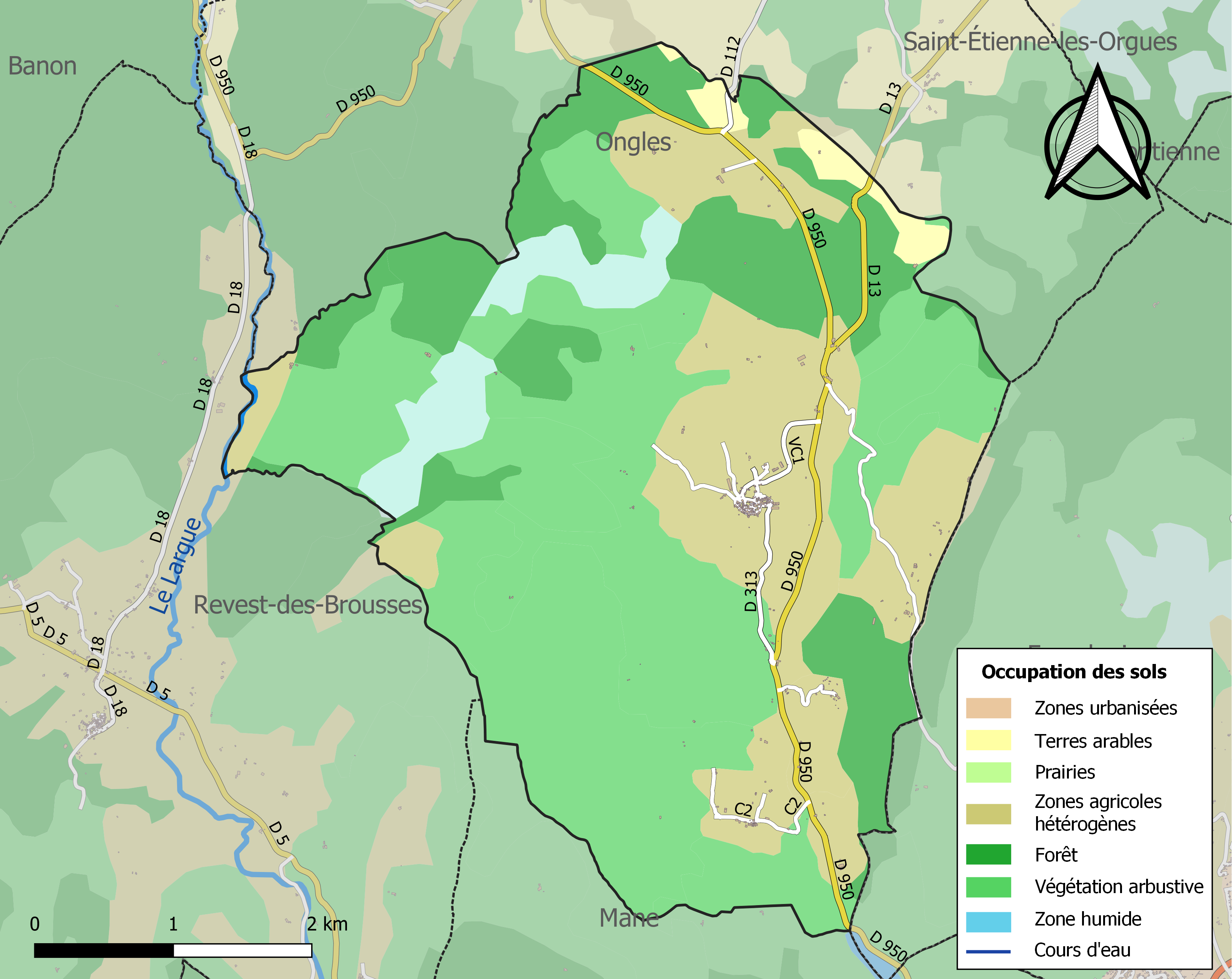
Carte de l'occupation des sols de la commune en 2018 (CLC).

L'occupation des sols de la commune, telle qu'elle ressort de la base de données européenne d’occupation biophysique des sols Corine Land Cover (CLC), est marquée par l'importance des forêts et milieux semi-naturels (71,8 % en 2018), en diminution par rapport à 1990 (74 %). La répartition détaillée en 2018 est la suivante : 
milieux à végétation arbustive et/ou herbacée (46,9 %), zones agricoles hétérogènes (26,4 %), forêts (20 %), espaces ouverts, sans ou avec peu de végétation (5 %), terres arables (1,8 %).
L'évolution de l’occupation des sols de la commune et de ses infrastructures peut être observée sur les différentes représentations cartographiques du territoire : la carte de Cassini (XVIIIe siècle), la carte d'état-major (1820-1866) et les cartes ou photos aériennes de l'IGN pour la période actuelle (1950 à aujourd'hui).

### Lieux-dits, hameaux et écarts
Limans compte un hameau, les Ybourgues.

### Habitat et logement
En 2021, le nombre total de logements dans la commune était de 271, alors qu'il était de 250 en 2016 et de 231 en 2011.
Parmi ces logements, 48,5 % étaient des résidences principales, 49,6 % des résidences secondaires et 1,9 % des logements vacants. Ces logements étaient pour 68,5 % d'entre eux des maisons individuelles et pour 10,4 % des appartements.
Le tableau ci-dessous présente la typologie des logements à Limans en 2021 en comparaison avec celle des Alpes-de-Haute-Provence et de la France entière. Une caractéristique marquante du parc de logements est ainsi une proportion de résidences secondaires et logements occasionnels (49,6 %) supérieure à celle du département (30,7 %) et à celle de la France entière (9,7 %).
| Typologie                                               | Limans | Alpes-de-Haute-Provence | France entière |
| ------------------------------------------------------- | ------ | ----------------------- | -------------- |
| Résidences principales (en %)                           | 48,5   | 61                      | 82,2           |
| Résidences secondaires et logements occasionnels (en %) | 49,6   | 30,7                    | 9,7            |
| Logements vacants (en %)                                | 1,9    | 8,3                     | 8,1            |

### Voies de communication et transports
Limans est traversée par la route départementale RD 313, ainsi que par la RD 950, ancienne route nationale 550 reliant Forcalquier au sud-est à Banon au nord-ouest, et la RD 13 reliant le lieu-dit Le Moulin de Pangon à Saint-Étienne-les-Orgues au nord-est.
Les gares SNCF les plus proches sont celles de La Brillanne-Oraison à 14 km et Manosque - Gréoux-les-Bains à 18 km, toutes les deux sur la Lyon-Marseille via Grenoble.

### Risques naturels et technologiques
Aucune des 200 communes du département n'est en zone de risque sismique nul. Le canton de Forcalquier auquel appartient Limans est en zone 1b (sismicité faible) selon la classification déterministe de 1991, basée sur les séismes historiques, et en zone 3 (risque modéré) selon la classification probabiliste EC8 de 2011. La commune de Limans est également exposée à trois autres risques naturels :
- feu de forêt ;
- inondation (dans la vallée de la Laye) ;
- mouvement de terrain : plusieurs versants de la commune sont concernés par un aléa moyen à fort[23].

La commune de Limans n’est exposée à aucun des risques technologiques recensés par les services de la préfecture et aucun plan de prévention des risques naturels prévisibles (PPR) n’existe pour la commune et le Dicrim existe depuis 2010.

## Toponymie

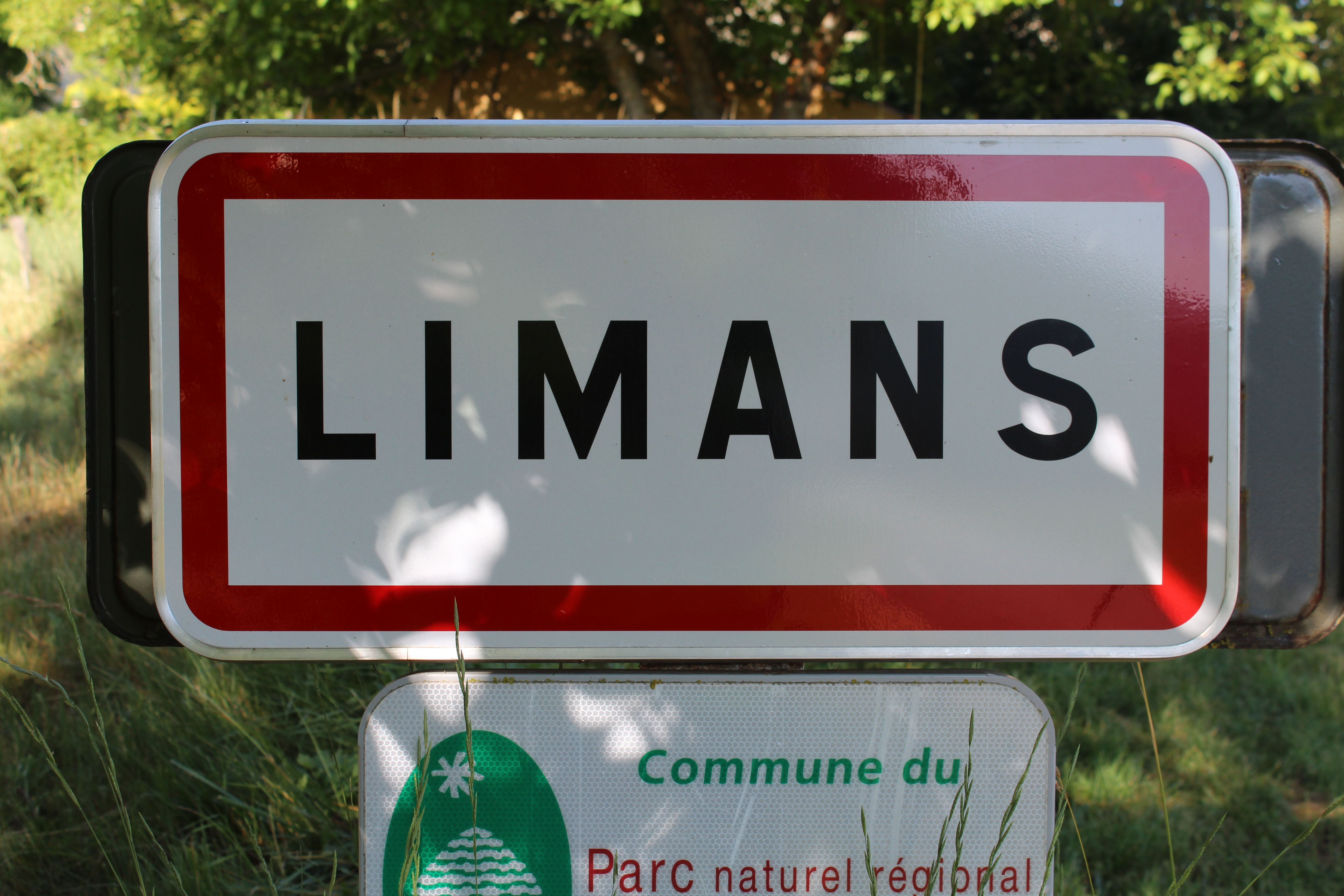
Panneau d'entrée dans le village.

La localité apparaît pour la première fois dans les textes au XIe siècle (in villa Limanos). Selon Charles Rostaing et Ernest Nègre, le nom dérive de *limo, l’orme en gaulois, avec le suffixe -anum au pluriel (ce qui donne Les Ormes),,.

## Histoire

### Préhistoire
Un petit bison gravé a été découvert en 1963 à l’abri de Ségriès. Œuvre de l’homme de Cro-Magnon, il est actuellement gravement endommagé.

### Antiquité
Le territoire de la commune continue d’être occupé : de l’époque romaine, un autel dédié à Marti Beladoni , divinité locale également présente à Lardiers, a été retrouvé. Dans l’Antiquité, le territoire de Limans fait partie de celui des Sogiontiques (Sogiontii), dont le territoire s’étend du sud des Baronnies à la Durance. Les Sogiontiques sont fédérés aux Voconces, et après la conquête romaine, ils sont rattachés avec eux à la province romaine de Narbonnaise. Au IIe siècle, ils sont détachés des Voconces et forment une civitas distincte, avec pour capitale Segustero (Sisteron).
Les fouilles archéologiques de la colline Saint-Pierre, à 919 m d'altitude et au nord-nord-ouest du lieu-dit Majargues, ont mis au jour sept murailles protégeant un oppidum gaulois, encore habité à l’époque romaine. Le prieuré Saint-Pierre de Majargues s’y implante et y est cité au XIIIe siècle ; une communauté de Majargues distincte de Limans a succédé à une villa gallo-romaine,.

### Moyen Âge
Alors que le sud-est de la Gaule était une terre burgonde, le roi des Ostrogoths Théodoric le Grand fait la conquête de la région entre la Durance, le Rhône et l’Isère en 510. La commune dépend donc brièvement à nouveau de l’Italie, jusqu’en 526. En effet, pour se réconcilier avec le roi burgonde Gondemar III, la régente ostrogothe Amalasonthe lui rend ce territoire.
Limans est citée dès le XIe siècle (Limanos, Limans). Le prieuré Saint-Vincent dépendait de Carluc, qui en percevait les revenus. À partir du XIIe siècle, il passe avec Carluc sous la dépendance de l’abbaye de Montmajour alors que l'église Saint-Pierre de Limans, à Majargues, sur l'ancien oppidum, est confirmée à l'église Saint-Mari de Forcalquier au XIIe siècle.
La communauté de Segriès formait un fief distinct, et comptait 4 feux en 1315. Complètement dépeuplée par la crise du XIVe siècle (Peste noire et guerre de Cent Ans), elle a 31 habitants en 1765. C’est également le cas de la communauté de Majargues.
En 1292, l'évêque de Sisteron Pierre d'Alamanon achète la moitié du château des Ybourgues. Les Ybourgues (Ybonicis) avaient 31 feux en 1315. Au Moyen Âge, l’église de cette communauté dépendait de l’abbaye de Cruis, qui percevait les revenus attachés à cette église.
Les quatre communautés de Limans, Majargues, Segriès et Les Ybourgues dépendaient de la viguerie de Forcalquier.
Sous l'Ancien Régime, Limans faisait partie du diocèse de Sisteron.

### Révolution française et Empire
Durant la Révolution française, la commune compte une société patriotique, créée après la fin de 1792.

### Époque contemporaine

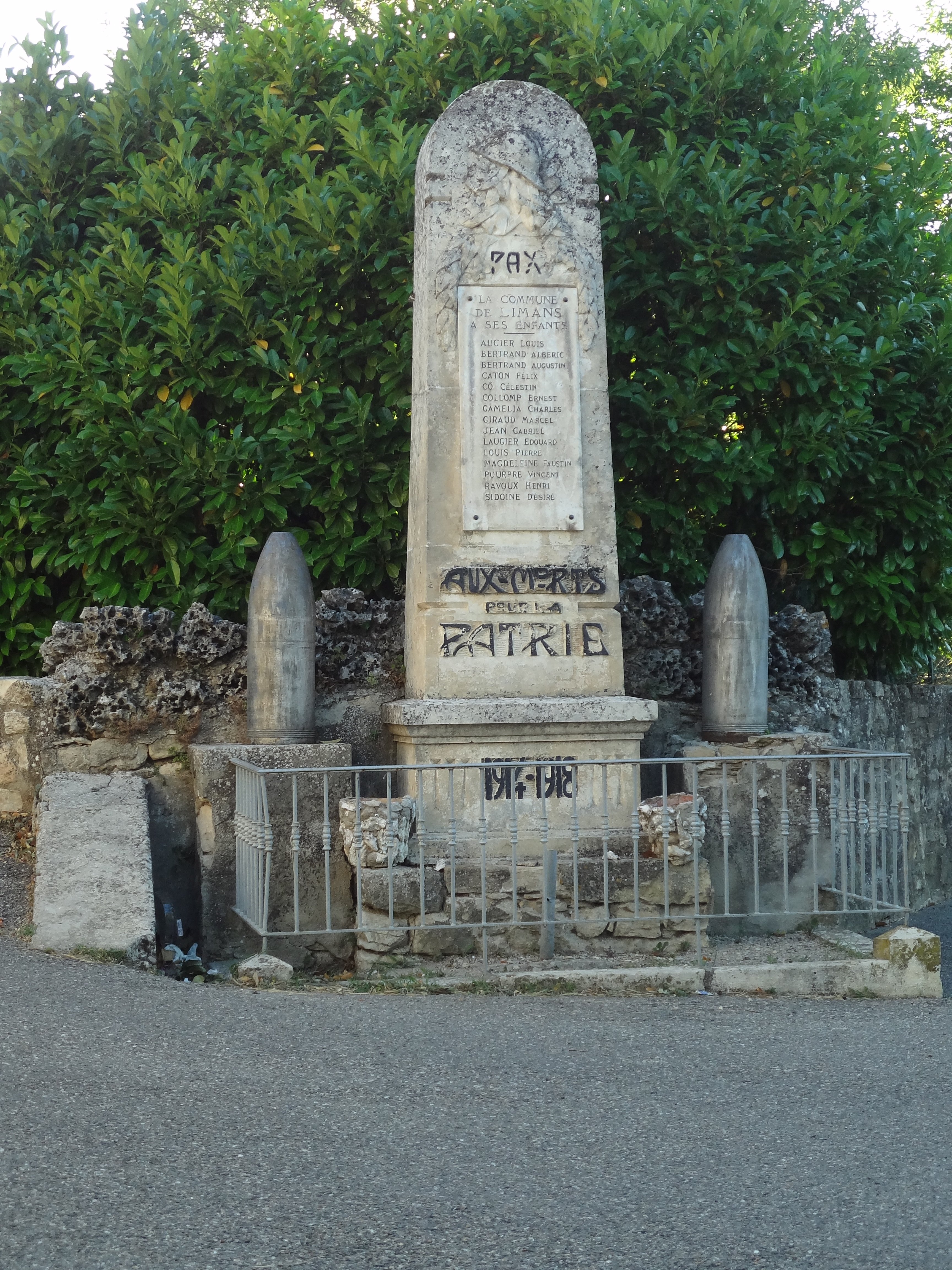
Le monument aux morts de Limans.

La commune, instituée par la Révolution française, absorbe en 1819 celle des Ybourgues.
Le coup d'État du 2 décembre 1851 commis par Louis-Napoléon Bonaparte contre la Deuxième République provoque un soulèvement armé dans les Basses-Alpes, en défense de la Constitution. Après l’échec de l’insurrection, une sévère répression poursuit ceux qui se sont levés pour défendre la République : 7 habitants de Limans sont traduits devant la commission mixte, la peine la plus courante étant la déportation en Algérie.
Comme de nombreuses communes du département, Limans se dote d’une école bien avant les lois Ferry : en 1863, elle en possède déjà une qui dispense une instruction primaire aux garçons, au chef-lieu. À cette date, aucune instruction n’est donnée aux filles : la loi Falloux (1851) n’impose l’ouverture d’une école de filles qu’aux communes de plus de 800 habitants, et la commune de Limans n’a pas été au-delà. La première loi Duruy (1867) abaisse ce seuil à 500 habitants, ce qui oblige la commune à ouvrir l’école aux filles. La municipalité profite des subventions de la deuxième loi Duruy (1877) pour construire une école neuve.
Jusqu’au milieu du XXe siècle, la vigne était cultivée à Limans. Quelques dizaines d’hectares produisaient un vin destiné au marché de Forcalquier et à la consommation locale. Cette culture est aujourd’hui abandonnée. De la même façon, l’olivier, cultivé sur de petites surfaces au XIXe siècle, jusqu’à l’altitude de 600 mètres, exceptionnellement jusqu’à 700 mètres, a aujourd’hui disparu.
Dans les années 1970, une communauté autogérée, Longo Maï, a été fondée à Limans par Roland Perrot, dit Rémi,. Elle est passée du statut de SCOP de 1973 à un statut mixte mêlant Groupement foncier agricole, coopérative et EARL. La radio libre Radio Zinzine est émise par la communauté.

## Politique et administration

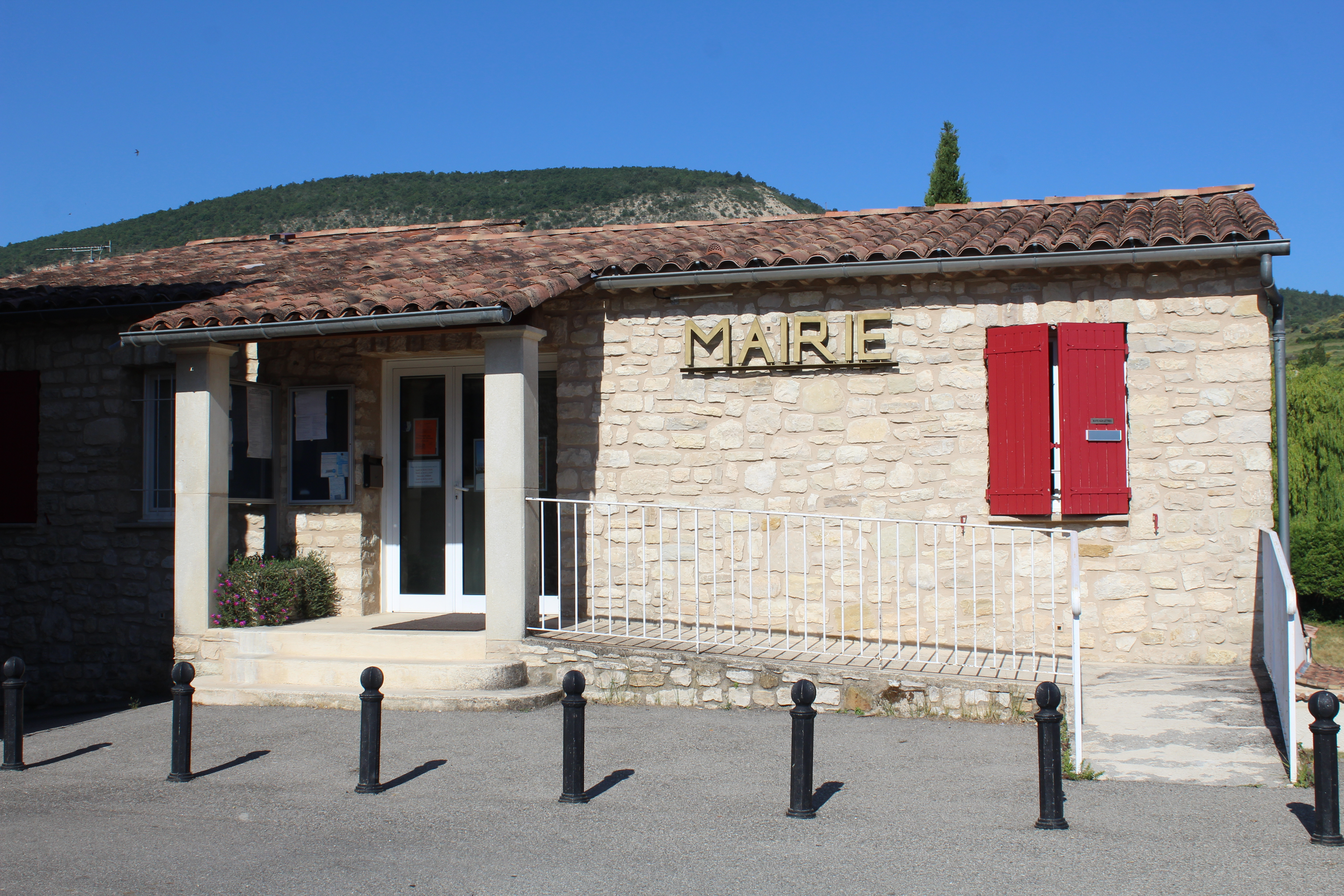
La mairie.

### Rattachements administratifs et électoraux

#### Rattachements administratifs
La commune se trouve dans l'arrondissement de Forcalquier du département des Alpes-de-Haute-Provence.
Elle faisait partie depuis 1793 du canton de Forcalquier. Dans le cadre du redécoupage cantonal de 2014 en France, cette circonscription administrative territoriale a disparu, et le canton n'est plus qu'une circonscription électorale.

#### Rattachements électoraux
Pour les élections départementales, la commune fait partie depuis 2014 d'un nouveau canton de Forcalquier porté de 10 à 15 communes.
Pour l'élection des députés, elle fait partie de la deuxième circonscription des Alpes-de-Haute-Provence.

### Intercommunalité
Limans est membre de la communauté de communes Pays de Forcalquier - Montagne de Lure, un établissement public de coopération intercommunale (EPCI) à fiscalité propre créé en 2002 et auquel la commune a transféré un certain nombre de ses compétences, dans les conditions déterminées par le code général des collectivités territoriales.

### Administration municipale
Compte tenu de sa population, la commune dispose d'un conseil municipal de 11 membres.
Le conseil municipal de Limans, commune de moins de 1 000 habitants, est élu au scrutin majoritaire plurinominal à deux tours avec listes ouvertes et panachage.

### Liste des maires
| Période                                  | Période                   | Identité             | Étiquette | Qualité                                                                            |
| ---------------------------------------- | ------------------------- | -------------------- | --------- | ---------------------------------------------------------------------------------- |
| Les données manquantes sont à compléter. |                           |                      |           |                                                                                    |
| avant 1849                               |                           | Jean Baptiste Pascal |           |                                                                                    |
|                                          |                           |                      |           |                                                                                    |
| 1965                                     | 1967                      | Maurice Chetaille    |           |                                                                                    |
| 1967                                     | 1983                      | Louis Monier         | PS        |                                                                                    |
| mars 1983                                | mars 2008                 | Gilbert Combe,       | PCF       |                                                                                    |
| mars 2008                                | 2014                      | Joël Corbon          |           | Producteur de fromage                                                              |
| Avril 2014                               | mai 2020                  | Arnaud Boutet        | DVG       | Architecte Président de la CC Pays de Forcalquier - Montagne de Lure (2017 → 2020) |
| mai 2020,                                | janvier 2023              | Nicolas Furet        |           | Démissionnaire                                                                     |
| mars 2023                                | En cours (au 30 mai 2024) | Céline Mosteiro      |           | Cheffe d'entreprise                                                                |

## Équipements et services publics

### Enseignement

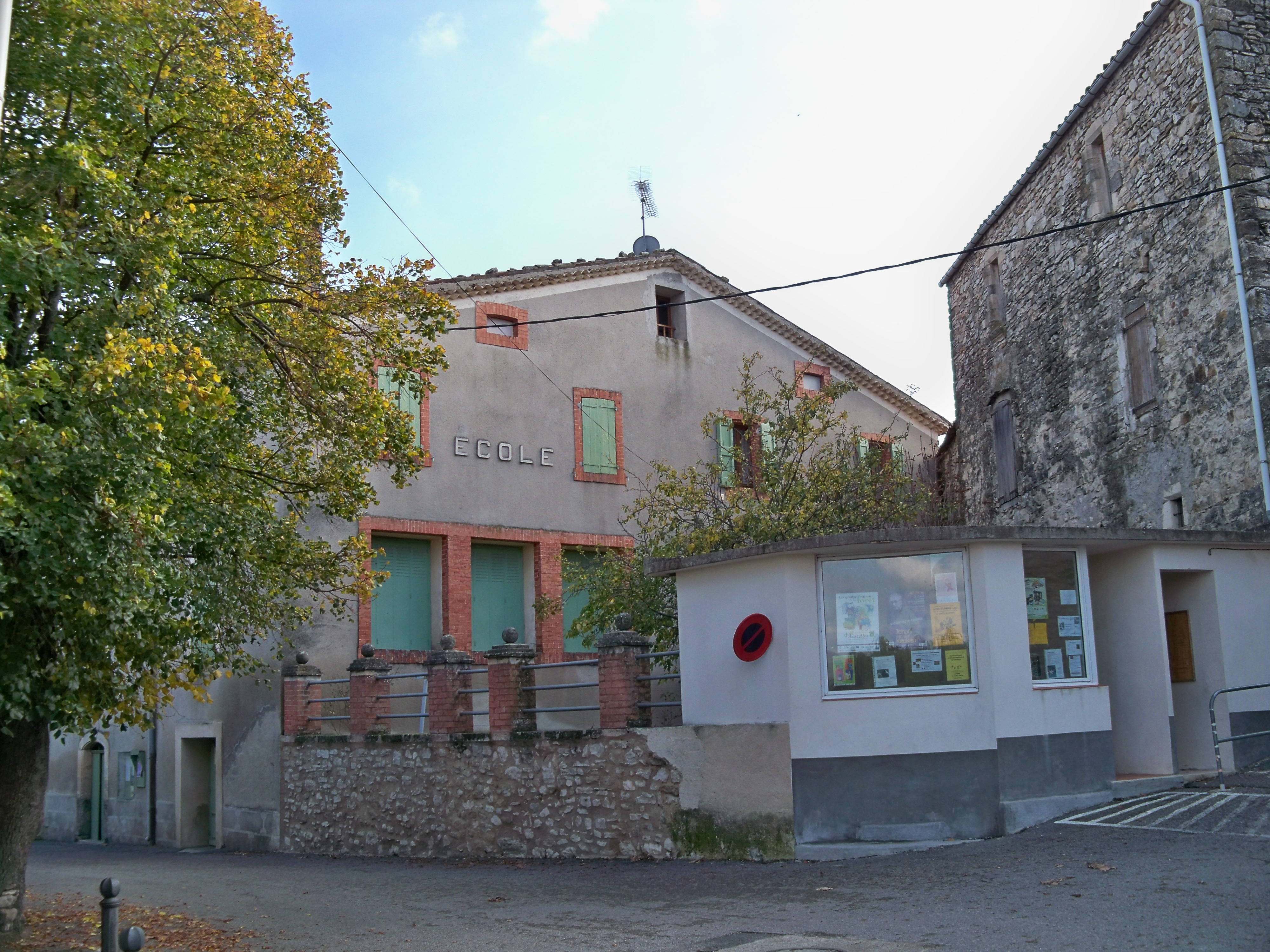
École primaire de Limans.

L'école communale avait fermé en 1968, faute d'effectifs suffisants. À la suite de l'élection de Gilbert Combe lors des élections municipales de 1983, le conseil municipal demande sa réouverture à l'éducation nationale, en raison de la croissance des effectifs, notamment liés aux enfants de la coopérative Longo Maï, et, faute de l'obtenir, une « école sauvage » avec occupation des locaux est décidée par les parents d’élèves et les élus. Les cours sont dispensés par Gérard Gilly, alors jeune instituteur, et Christiane Lambert, retraitée de l’enseignement. Cette situation dure jusqu'à la rentrée 1985/86, avec la réouverture « officielle » de l'école,.
La commune dispose depuis lors d’une école primaire publique. Ensuite, les élèves sont affectés au collège Henri-Laugier à Forcalquier. Puis les élèves sont dirigés vers les lycées de Manosque, soit le lycée polyvalent Les Iscles, soit le lycée Félix-Esclangon.

### Santé
La commune dépend de l'hôpital local de Forcalquier et aussi un laboratoire d'Analyses médicales.
La commune dispose aussi, de trois maisons de retraite (Lou Ben Estre, Lou Seren et Saint-Michel).

### Justice, sécurité, secours et défense
Limans est une des quinze communes du canton de Forcalquier. Le canton a fait partie de l’arrondissement de Forcalquier depuis le 17 février 1800 et de la deuxième circonscription des Alpes-de-Haute-Provence. Limans fait partie du canton de Forcalquier depuis 1793. La commune fait partie des juridictions d’instance de Forcalquier, prud'homale de Manosque, et de grande instance de Digne-les-Bains.

## Population et société

### Démographie
Le nom des habitants de Limans est Limanais,.

#### Évolution démographique
L'évolution du nombre d'habitants est connue à travers les recensements de la population effectués dans la commune depuis 1765. Pour les communes de moins de 10 000 habitants, une enquête de recensement portant sur toute la population est réalisée tous les cinq ans, les populations de référence des années intermédiaires étant quant à elles estimées par interpolation ou extrapolation. Pour la commune, le premier recensement exhaustif entrant dans le cadre du nouveau dispositif a été réalisé en 2005.

En 2022, la commune comptait 387 habitants, en évolution de +6,32 % par rapport à 2016 (Alpes-de-Haute-Provence : +2,84 %, France hors Mayotte : +2,11 %).
| 1765 | 1793 | 1800 | 1806 | 1821 | 1831 | 1836 | 1841 | 1846 |
| ---- | ---- | ---- | ---- | ---- | ---- | ---- | ---- | ---- |
| 390  | 344  | 353  | 355  | 380  | 450  | 490  | 570  | 540  |

| 1851 | 1856 | 1861 | 1866 | 1872 | 1876 | 1881 | 1886 | 1891 |
| ---- | ---- | ---- | ---- | ---- | ---- | ---- | ---- | ---- |
| 534  | 496  | 511  | 504  | 513  | 500  | 491  | 447  | 408  |

| 1896 | 1901 | 1906 | 1911 | 1921 | 1926 | 1931 | 1936 | 1946 |
| ---- | ---- | ---- | ---- | ---- | ---- | ---- | ---- | ---- |
| 431  | 415  | 408  | 359  | 255  | 232  | 216  | 204  | 188  |

| 1954 | 1962 | 1968 | 1975 | 1982 | 1990 | 1999 | 2005 | 2006 |
| ---- | ---- | ---- | ---- | ---- | ---- | ---- | ---- | ---- |
| 147  | 111  | 125  | 156  | 158  | 253  | 289  | 333  | 345  |

| 2010 | 2015 | 2020 | 2022 | - | - | - | - | - |
| ---- | ---- | ---- | ---- | - | - | - | - | - |
| 337  | 365  | 390  | 387  | - | - | - | - | - |

| 1315     | 1471    |
| -------- | ------- |
| 105 feux | 27 feux |

L’histoire démographique de Limans, après la saignée des XIVe et XVe siècles et le long mouvement de croissance jusqu’au début du XIXe siècle, est marquée par une période d’« étale » où la population reste relativement stable à un niveau élevé. Cette période dure de 1841 à 1872. L’exode rural provoque ensuite un mouvement de recul démographique de longue durée. En 1921, la commune a perdu plus de la moitié de sa population par rapport au maximum historique de 1841. Le mouvement de baisse se poursuit jusqu’aux années 1960. Depuis, la croissance de la population a repris.

#### Superficie et population
Le village de Limans a une superficie de 2 097 ha et une population de 348 habitants (en 2005), ce qui le classe :
| Rang                          | Superficie | Population | Densité |
| ----------------------------- | ---------- | ---------- | ------- |
| France                        | 20 782e    | 7 487e     | 28 783e |
| Provence-Alpes-Côte d'Azur    | 631e       | 748e       | 604e    |
| Alpes-de-Haute-Provence       | 81e        | 131e       | 64e     |
| Arrondissement de Forcalquier | 38e        | 42e        | 38e     |
| Canton de Forcalquier         | 9e         | 5e         | 10e     |

## Économie

### Revenus de la population
En 2008, le revenu fiscal médian par ménage était de 10 619 € (15 027 € en France) pour 181 foyers fiscaux, seul 30,9 % de ces foyers sont imposés avec un revenu net de 29 811 € représentant un impôt moyen de 1 158 €,.

### Population active
La population âgée de 15 à 64 ans s'élevait en 2007 à 229 personnes (187 en 1999), parmi lesquelles on comptait 46,9 % d'actifs dont 40,0 % ayant un emploi et 6,9 % de chômeurs (contre 10,7 % en 1999).
La répartition par catégories socioprofessionnelles de la population active de Limans, y compris les actifs sans emploi, fait apparaître une sous-représentation des ouvriers et professions intermédiaires et une sur-représentation des agriculteurs par rapport à la moyenne de la France métropolitaine, qui confirme que Limans est une commune agricole.
|                                    | Agriculteurs | Artisans, commerçants, chefs d'entreprise | Cadres, professions intellectuelles | Professions intermédiaires | Employés | Ouvriers |
| ---------------------------------- | ------------ | ----------------------------------------- | ----------------------------------- | -------------------------- | -------- | -------- |
| Limans                             | 29,6 %       | 7,4 %                                     | 3,7 %                               | 18,5 %                     | 25,9 %   | 14,8 %   |
| Moyenne nationale                  | 2,4 %        | 6,4 %                                     | 12,1 %                              | 22,1 %                     | 29,9 %   | 27,1 %   |
| Sources des données : L'Internaute |              |                                           |                                     |                            |          |          |

### Emploi
Limans avait en 2009 un taux de chômage de 15,9 % (contre 20,2 % en 1999) supérieur à la moyenne nationale. La population compte 12,8 % de retraités et 3,9 % de jeunes scolarisés, ce qui classe la commune en dehors des normes nationales, et un taux d’activité de 52 % (contre 45,2 % au niveau national).
En 2009 on comptait 47 emplois dans la commune, contre 45 en 1999. Le nombre d'actifs ayant un emploi résidant dans la commune étant de 101, l’indicateur de concentration d'emploi est de 47 % (contre 56,3 % en 1999), ce qui signifie qu'un peu plus de la moitié des actifs résident dans la commune mais travaillent dans une autre commune.
La répartition par secteurs d'activité des emplois à Limans du fait de sa taille est couverte par le secret statistique.

### Agriculture
Fin 2010, le secteur primaire (agriculture, sylviculture, pêche) comptait 13 établissements actifs au sens de l’Insee (exploitants non-professionnels inclus) et un emploi salarié.
Le nombre d’exploitations professionnelles, selon l’enquête Agreste du ministère de l’Agriculture, est de huit en 2010. Il était de 14 en 2000, de 17 en 1988. Alors que les exploitations pratiquant la polyculture qui existaient encore en 2000 ont disparu ou se sont reconverties, l’activité qui concerne le plus d’exploitants à Limans est l’élevage ovin. De 1988 à 2000, la surface agricole utile (SAU) a fortement augmenté, de 623 à 936 ha. La SAU a fortement régressé lors de la dernière décennie, à 346 ha.
Les agriculteurs de la commune de Limans peuvent revendiquer trois labels appellation d'origine contrôlée (AOC) (banon, huile d'olive de Provence et huile d'olive de Haute-Provence) et à neuf labels indication géographique protégée (IGP) (petit épeautre, miel de Provence, agneau de Sisteron).
Parmi ces labels, ceux concernant le vin (alpes-de-haute-provence (IGP) blanc, rouge et rosé et VDP de Méditerranée blanc, rouge et rosé) ne sont pas utilisés, la vigne n’étant pas cultivée pour une production commerciale dans la commune, ainsi que ceux concernant l’huile d’olive.

Productions agricoles de Limans.
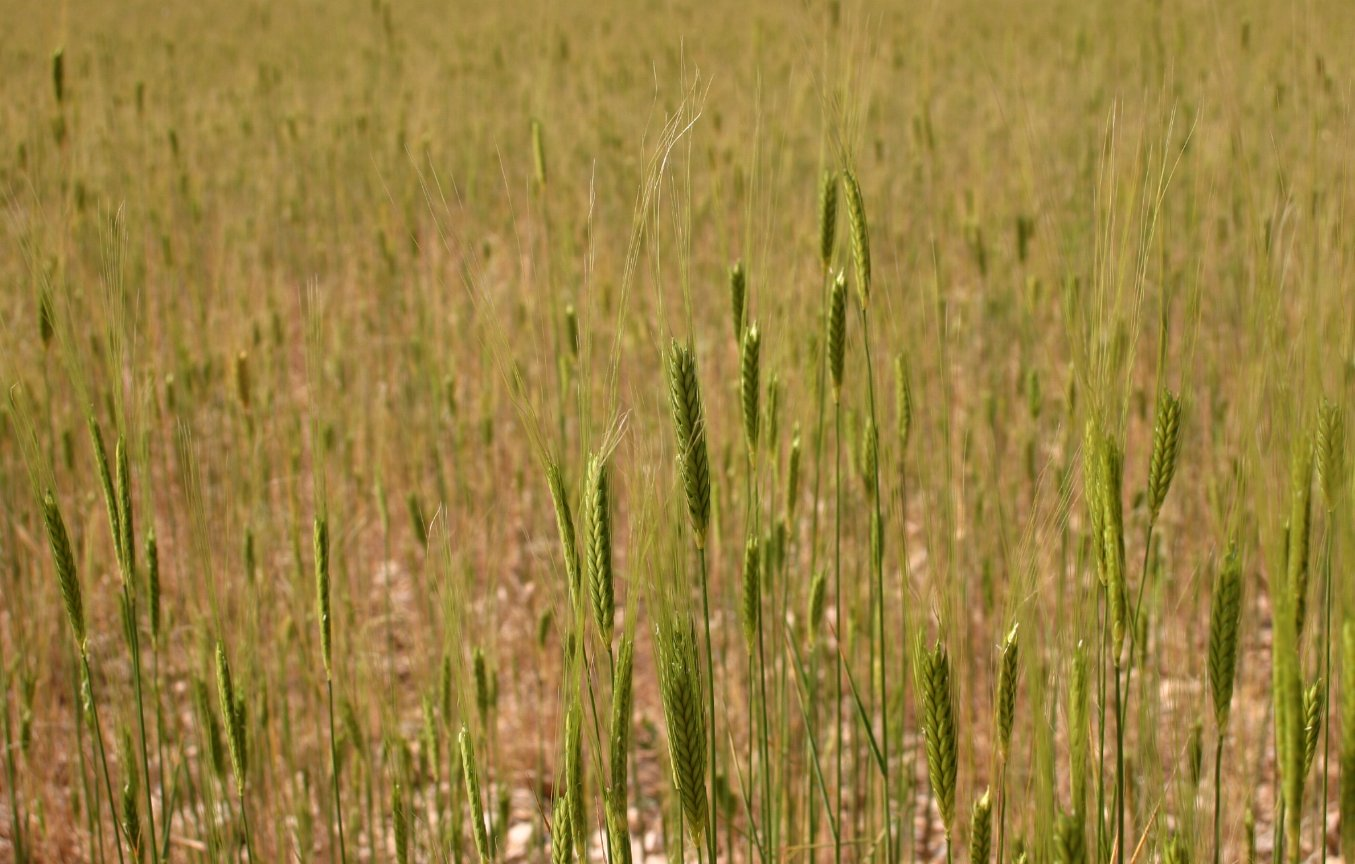
Petit épeautre.
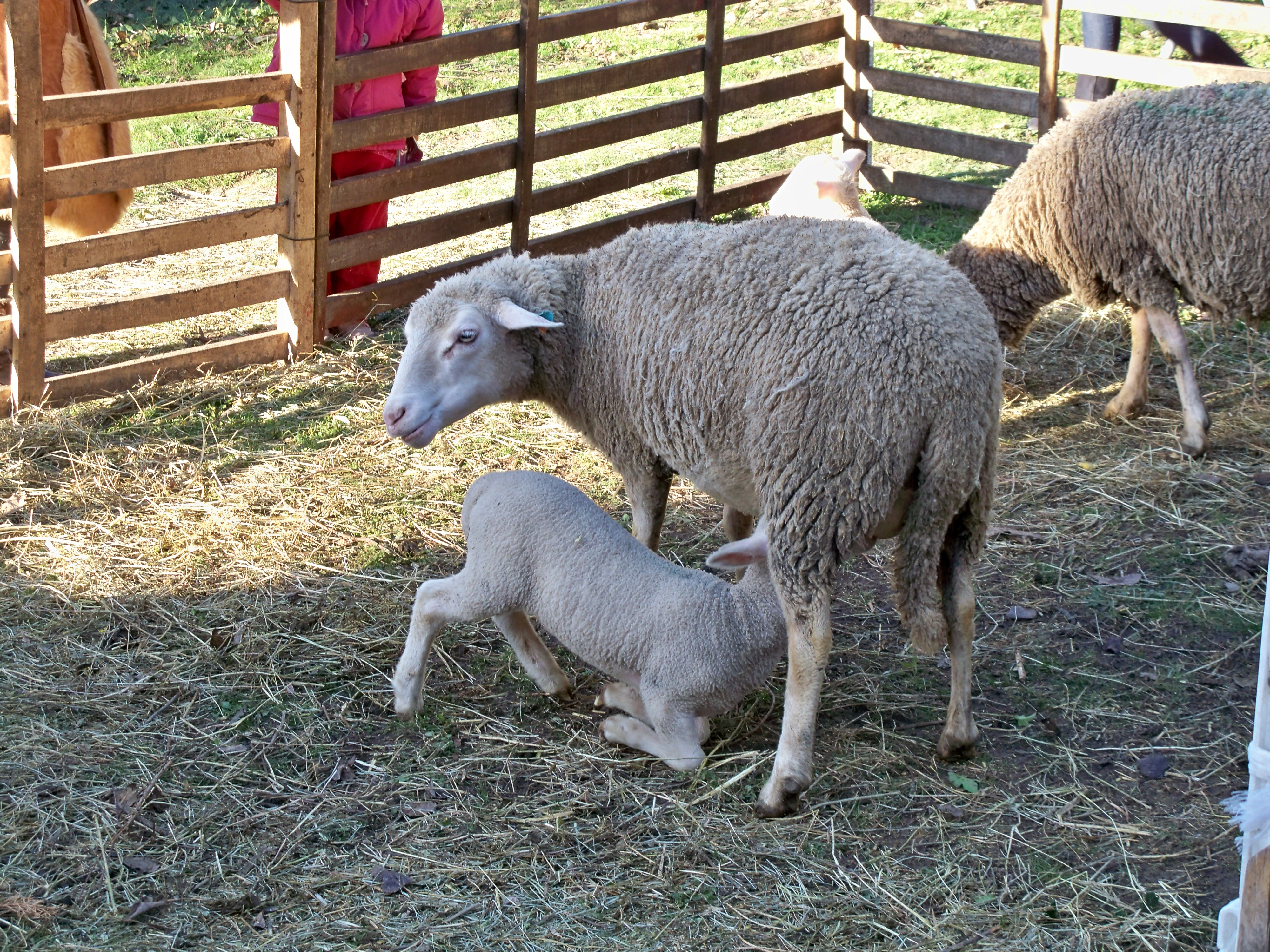
Agneau de Sisteron élevé sous sa mère.
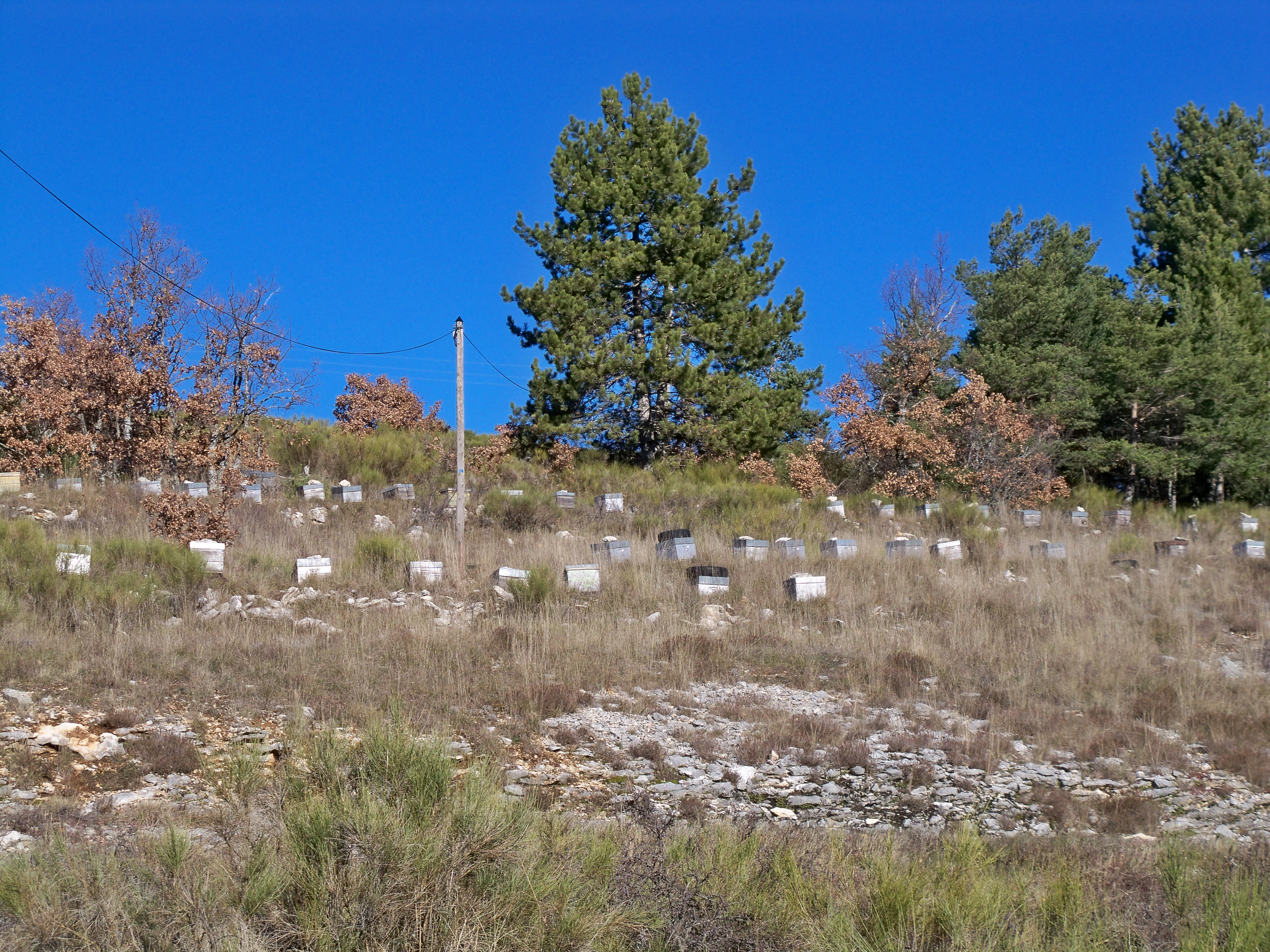
Ruches à la combe du Pommier.
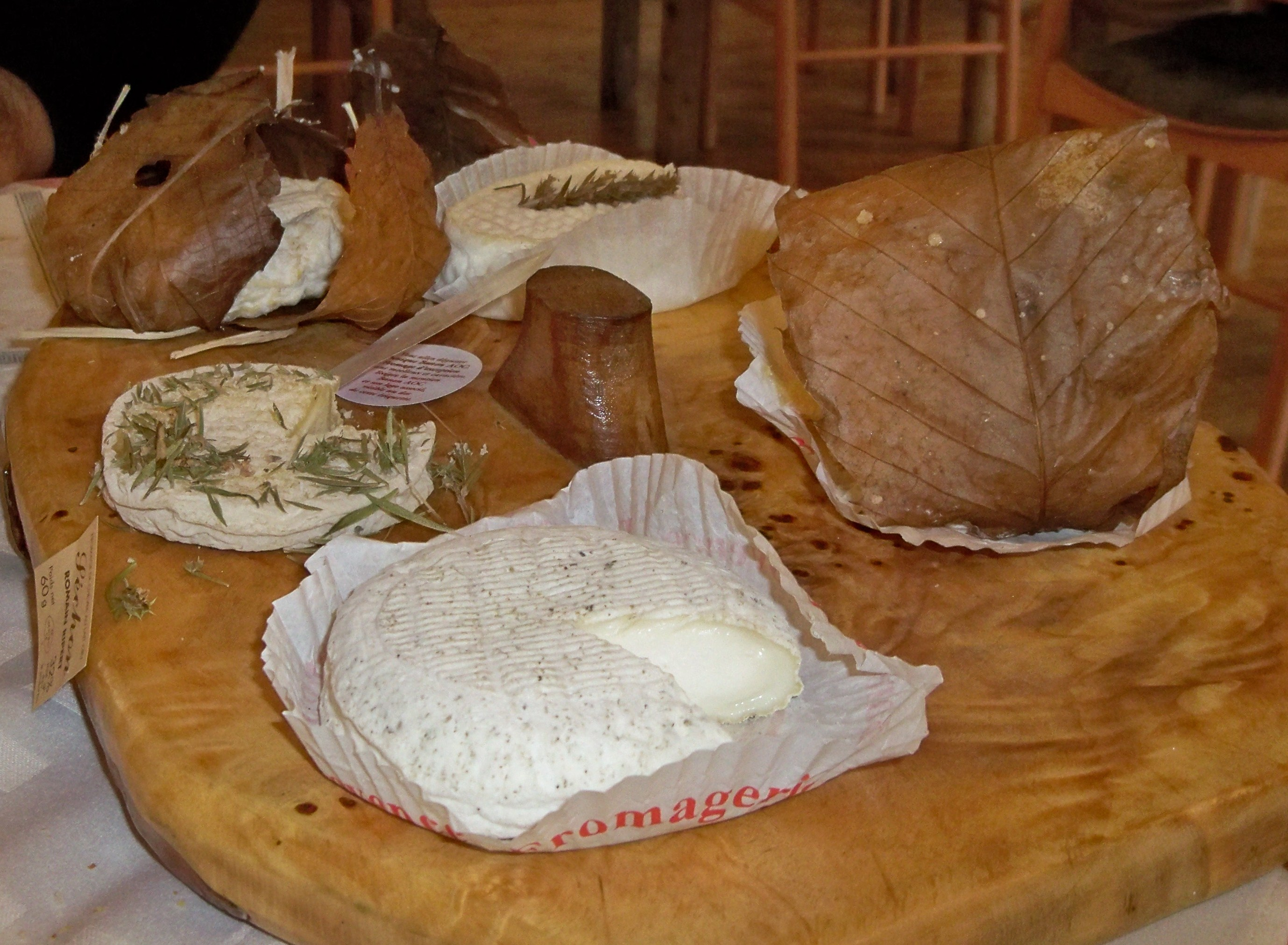
Plateau d'AOC banon dans un restaurant de Revest-du-Bion.

### Industrie
Fin 2010, le secteur secondaire (industrie et construction) comptait six établissements, employant deux salariés.

### Secteur tertiaire: les services

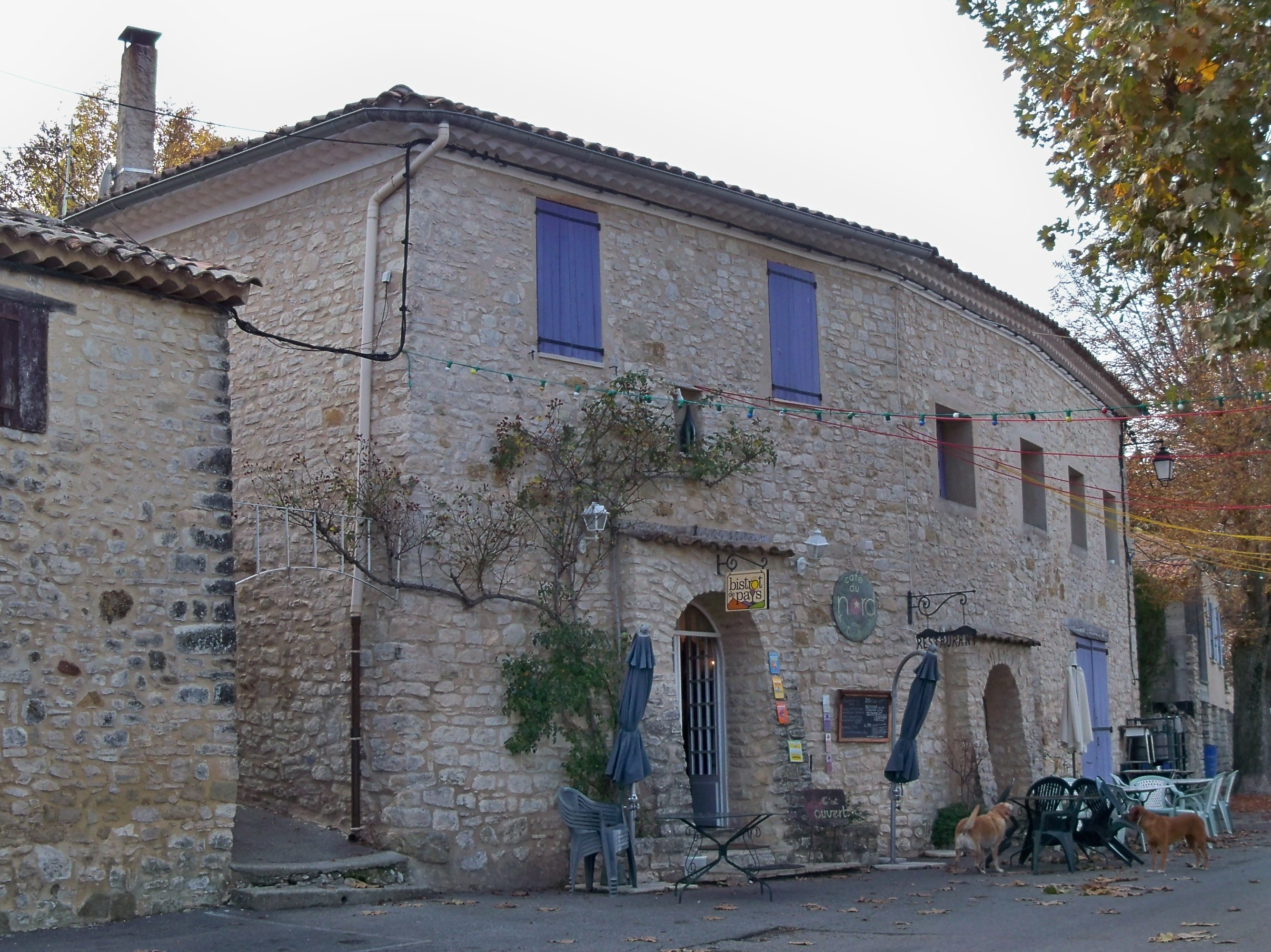
Le Café du Nord, bistrot de Pays.

Fin 2010, le secteur tertiaire (commerces, services) comptait treize établissements (avec onze emplois salariés), auxquels s’ajoutent les trois établissements du secteur administratif (dont le secteur sanitaire et social et l’enseignement), salariant six personnes.
D'après l’Observatoire départemental du tourisme, la fonction touristique est assez importante pour la commune, avec entre un et cinq touristes accueillis par habitant, la capacité d'hébergement étant majoritairement marchande. Plusieurs structures d’hébergement à finalité touristique existent dans la commune :
- un camping trois étoiles[84] avec une capacité de 150 emplacements[85] ;
- plusieurs meublés[86] ;
- des chambres d’hôtes[87] ;
- les hébergements collectifs étant essentiellement représentés par les refuges[88].

Les résidences secondaires apportent un complément à la capacité d’accueil : au nombre de 99, elles représentent 43 % des logements. Parmi les résidences secondaires, seize possèdent plus d’un logement et trente sont des mobil-homes,.
Le Café du Nord, qui porte le label Bistrot de pays, adhère a une charte qui a but de « contribuer à la conservation et à l’animation du tissu économique et social en milieu rural par le maintien d’un lieu de vie du village ».

## Culture locale et patrimoine

### Lieux et monuments
- Aux Ybourgues, une ferme fortifiée de la fin du XIIIe ou du XIVe siècle (selon Raymond Collier) ou du XVe siècle (selon la DRAC)  Inscrit MH[93] 
 . Elle compte deux corps de bâtiments allongés et parallèles. Sa construction est en pierre de taille à chaînages. Une porte romane est surmontée d’un arc brisé en claveaux. Les pièces intérieures sont voûtées. La ferme est remaniée en 1811 et 1818 [94]. À proximité, se trouve un grand pigeonnier [95],[20].
- Au village, quelques maisons ont des portes surmontées de linteaux à claveaux, d’aspect roman, qui peuvent être des remplois [96]. Une abbaye bénédictine existait, également aux Ybourgues.
- Maisons anciennes en pierres grises[97].
- Fontaines et lavoirs[97],[20]
- L’église Saint-Georges  Inscrit MH (2019)[98],[20], construite à la fin du XIVe siècle, compte une nef unique à deux travées, dont la première est voûtée en berceau, probablement à la suite des réparations de 1735. Elle compte deux chapelles latérales, et le chœur, voûté d’ogives comme la seconde travée, est à chevet plat [99]. Deux culots sculptés des arcs de la nef remontent au VIe siècle sont classés au titre objet[100]. Un bas-relief du XIe siècle est lui aussi classé[101]. 
Le portail date du XIIIe siècle. Son tympan, classé[102], est orné d’une sculpture préromane, où des animaux sont représentés dans les quatre cantons délimités par une croix [99] ; il date du XIe ou du XIIe.
Le devant d’autel, autel qui sert de fonts baptismaux, date du XIIe siècle et est classé[103].
- Autour du village, il subsiste des restes de tour [104] et la tour de guet des Ysbourdes, datant du XIIe siècle[20].
- Une quinzaine de pigeonniers adossés au mistral se trouvent dans la commune[97],[20].

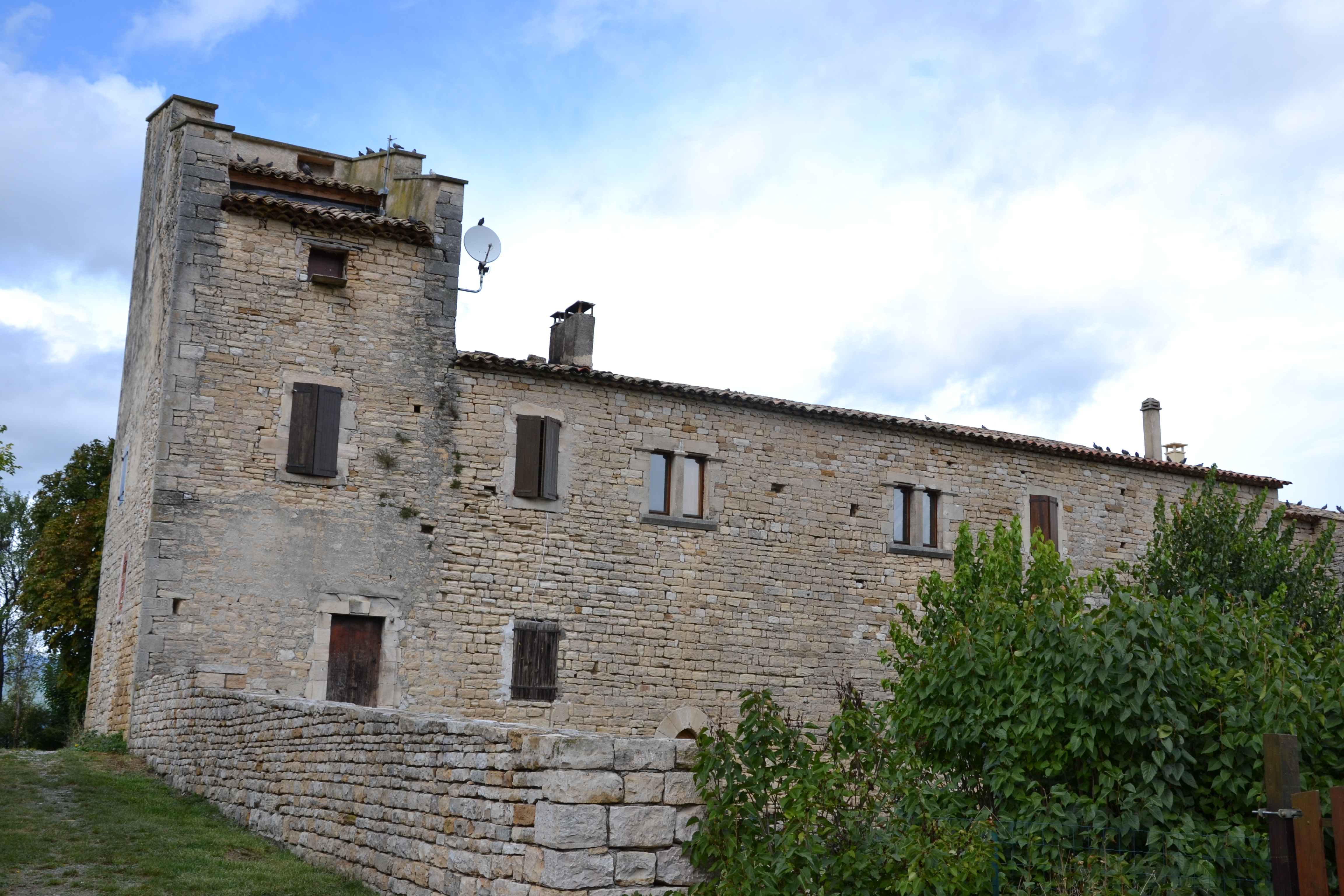
Ferme fortifiée des Ybourgues.
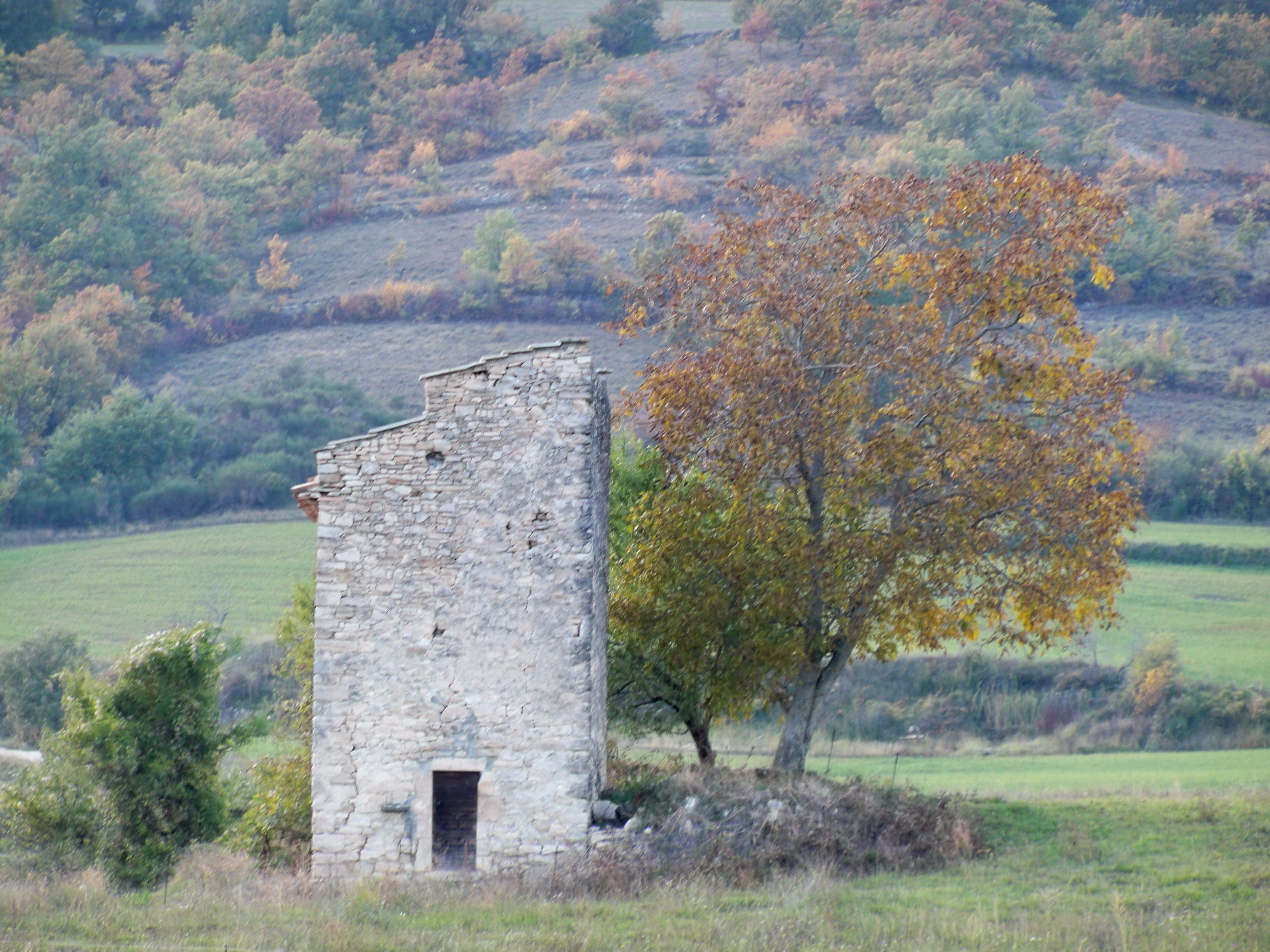
Pigeonnier.
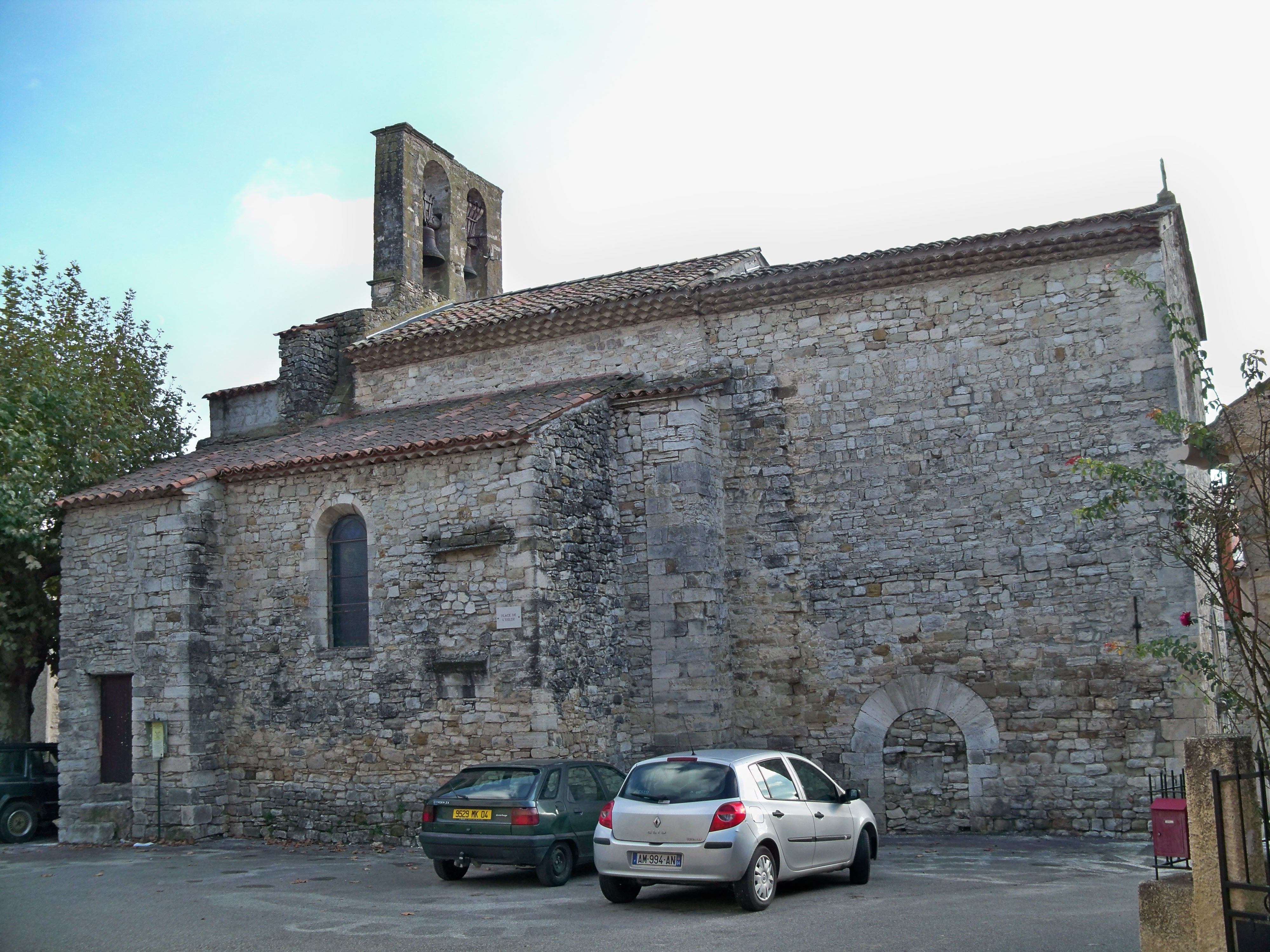
Église Saint Georges.
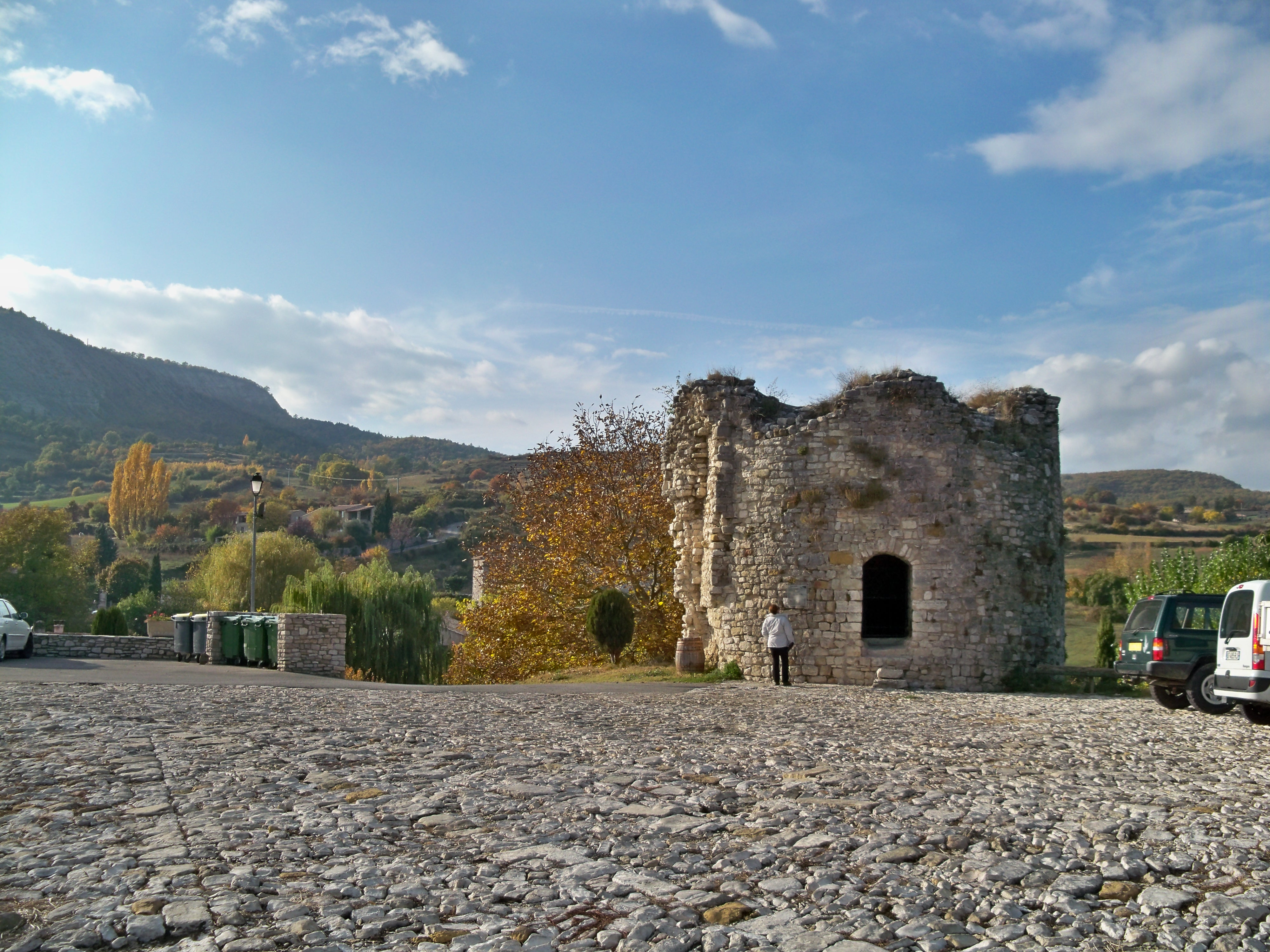
Aire de battage caladée.
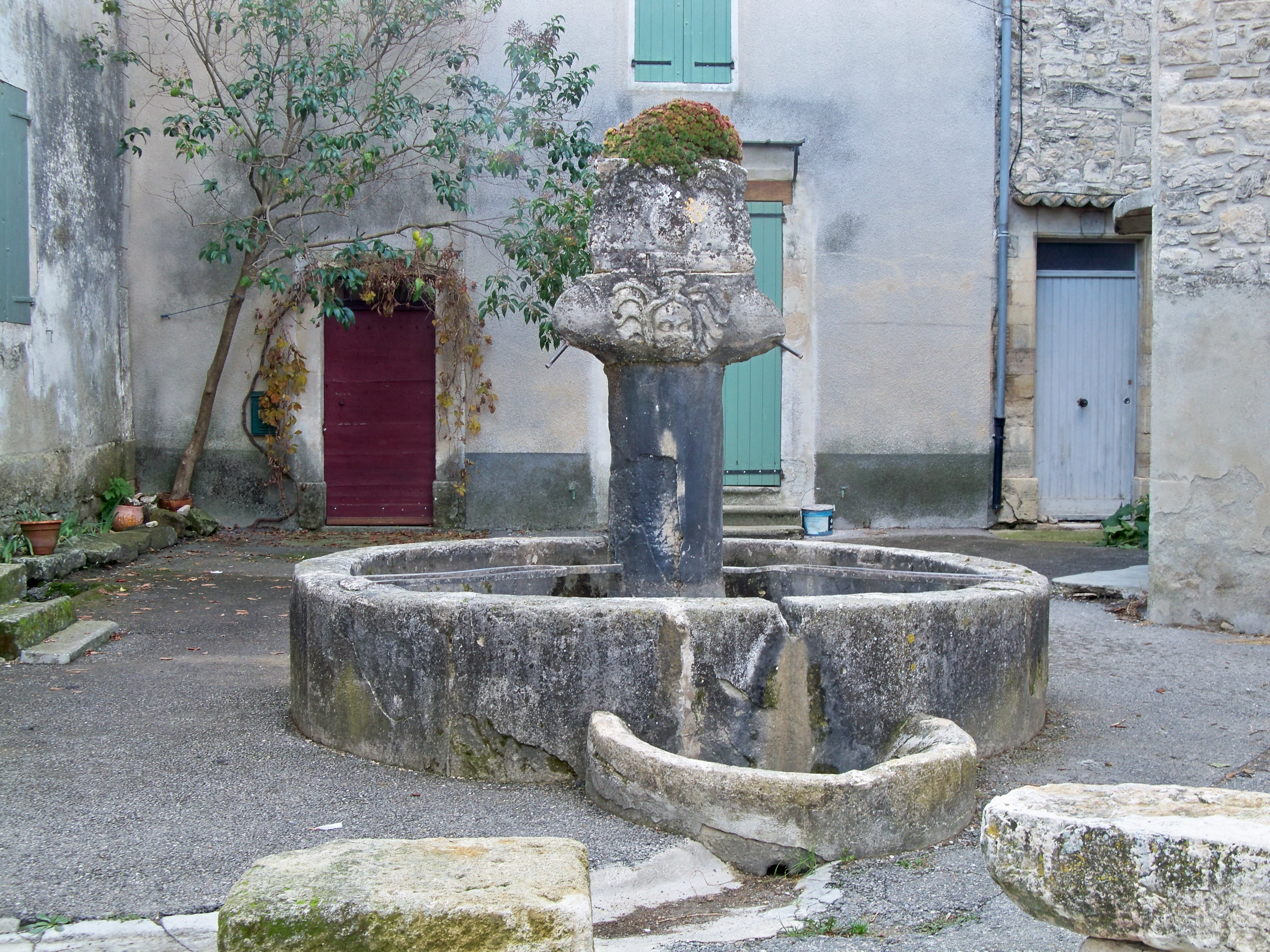
Fontaine.
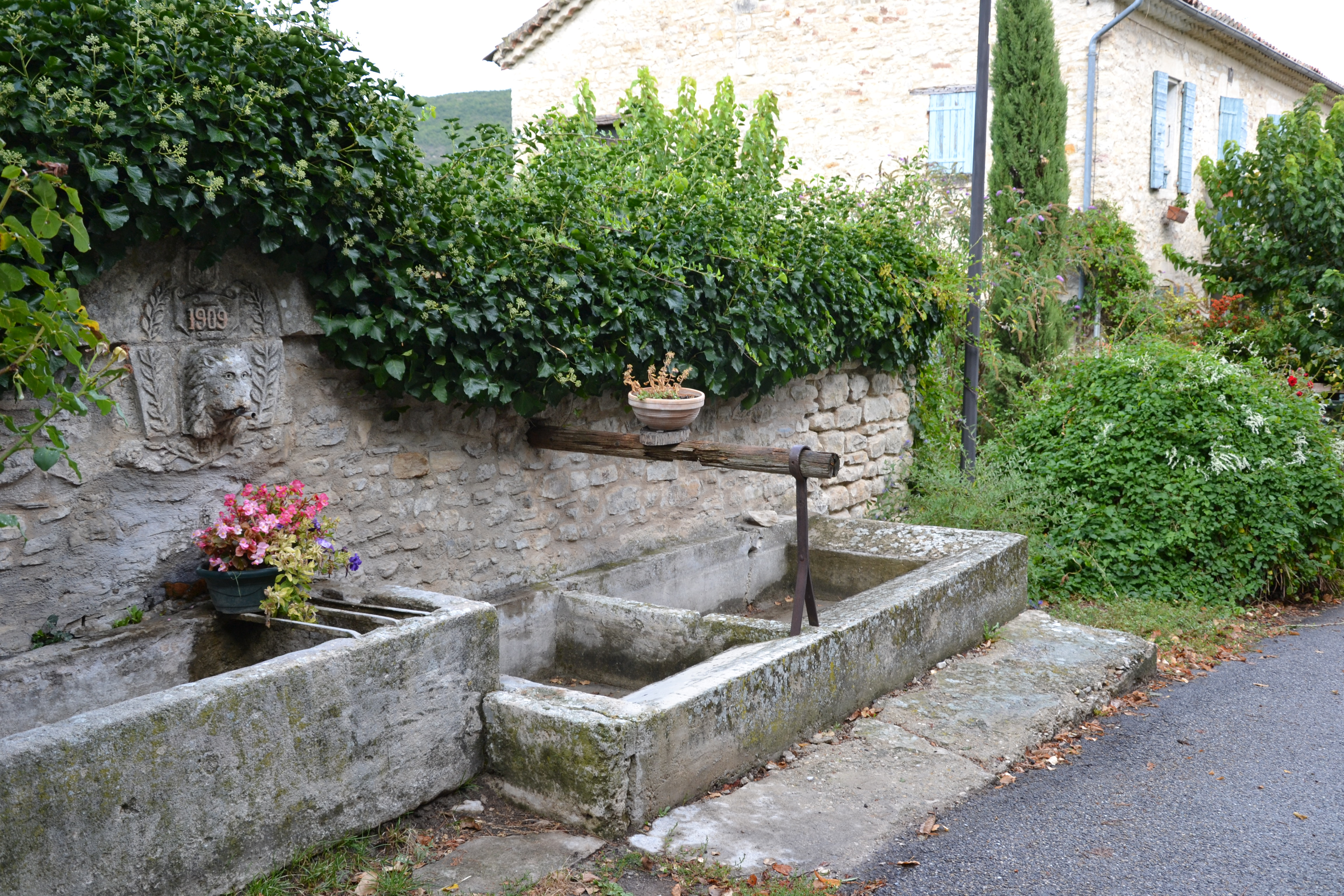
Lavoir à Ybourdes.

Il existe plusieurs itinéraires de randonnée autour de la commune :
- l'itinéraire pédestre du plateau de Majargues, colline dominant le village ;
- l'itinéraire pédestre du Tour du Pâty[105] ;
- l'itinéraire pédestre des pigeonniers de Limans au hameau d'Ybourges[106] ;
- l'itinéraire cyclable du grand tour du pays de Forcalquier.

### Gastronomie
Le  Banon est produit notamment dans la commune.
Une espèce ancienne de haricot mangetout à rame porte le nom de la commune.

### Héraldique
| Blason de Limans | Blason  | De sable aux lettres L et S capitales d'argent. |
| Blason de Limans | Détails | Armes parlantes. Les lettres L et S sont respectivement la première et la dernière lettre du nom de la commune. Le statut officiel du blason reste à déterminer. |